# وینو کورهونن
وینو کورهونن (انگلیسی: Wäinö Korhonen; ۲۱ دسامبر ۱۹۲۶ – ۱۳ دسامبر ۲۰۱۸) ورزشکار واترپلو اهل فنلاند بود.
وی در مسابقات کشوری و بین‌المللی در مجموع برندهٔ ۲ مدال برنز شده‌است.